# 大津町 (茨城県)
大津町（おおつまち）は茨城県多賀郡にかつて存在した町である。

## 地理
現在の北茨城市の北東部に位置し、太平洋に面しているが、町域は多賀山地の一部でほとんど山がちな地形になっている。

## 歴史
町内の五浦海岸には1906年（明治39年）に岡倉天心率いる日本美術院が東京から移転した。同院は天心が亡くなる1913年（大正2年）までこの地にあり、天心ゆかりの六角堂にはインドの詩人・ラビンドラナート・タゴールが1916年（大正5年）8月に訪れている。
第二次世界大戦中の1944年から1945年にかけては、海岸線から風船爆弾の放球が行われていた（全国で3か所のうちの1つ）。
1951年（昭和26年）11月22日、町内でがけ崩れが発生。死者5人、重軽傷者5人。

### 町域の変遷
- 1889年（明治22年）4月1日 - 町村制施行により、大津村は単独で町制施行し多賀郡大津町が発足。
- 1956年（昭和31年）3月31日 - 大津町は磯原町・平潟町・南中郷村・関南村・関本村とともに合併し、茨城市が発足。大津町は消滅。同日、改称し北茨城市となる。

変遷表
| 1868年 以前 | 1868年 以前 | 明治22年 4月1日 | 昭和31年 3月31日         | 現在     |
| ----------- | ----------- | --------------- | ------------------------ | -------- |
|             | 大津村      | 大津町          | 茨城市 即日改称 北茨城市 | 北茨城市 |

## 人口・世帯

### 人口
総数 [単位： 人]
| 1891年（明治24年） | 3,555 |
| 1902年（明治35年） | 3,953 |
| 1920年（大正 9年） | 4,556 |
| 1935年（昭和10年） | 5,784 |
| 1950年（昭和25年） | 8,376 |
| 1955年（昭和30年） | 8,255 |

### 世帯
総数 [単位： 世帯]
| 1920年（大正 9年） | 995   |
| 1935年（昭和10年） | 1,207 |
| 1950年（昭和25年） | 1,715 |
| 1955年（昭和30年） | 1,640 |

## 交通

### 鉄道
※関本駅の所在地は関本村である。
- 日本国有鉄道（ → 東日本旅客鉄道）
  - ■常磐線
    - 関本駅（ → 大津港駅）

### 道路
- 一級国道
  - 国道6号（陸前浜街道）